# Cataplana
Une cataplana est à la fois un plat de cuisson et de service traditionnel de la région de l'Algarve au sud du Portugal, ainsi que de nombreuses variantes de recettes de la cuisine portugaise préparées avec ce plat,,.

## Histoire
La cataplana est une sorte de poêle en métal formée de deux parties concaves presque identiques, avec des anses, qui se referment l'une sur l'autre  comme une coquille Saint-Jacques, grâce à une articulation, souvent verrouillable de façon hermétique comme un autocuiseur ou une cocotte par des fermetures latérales.

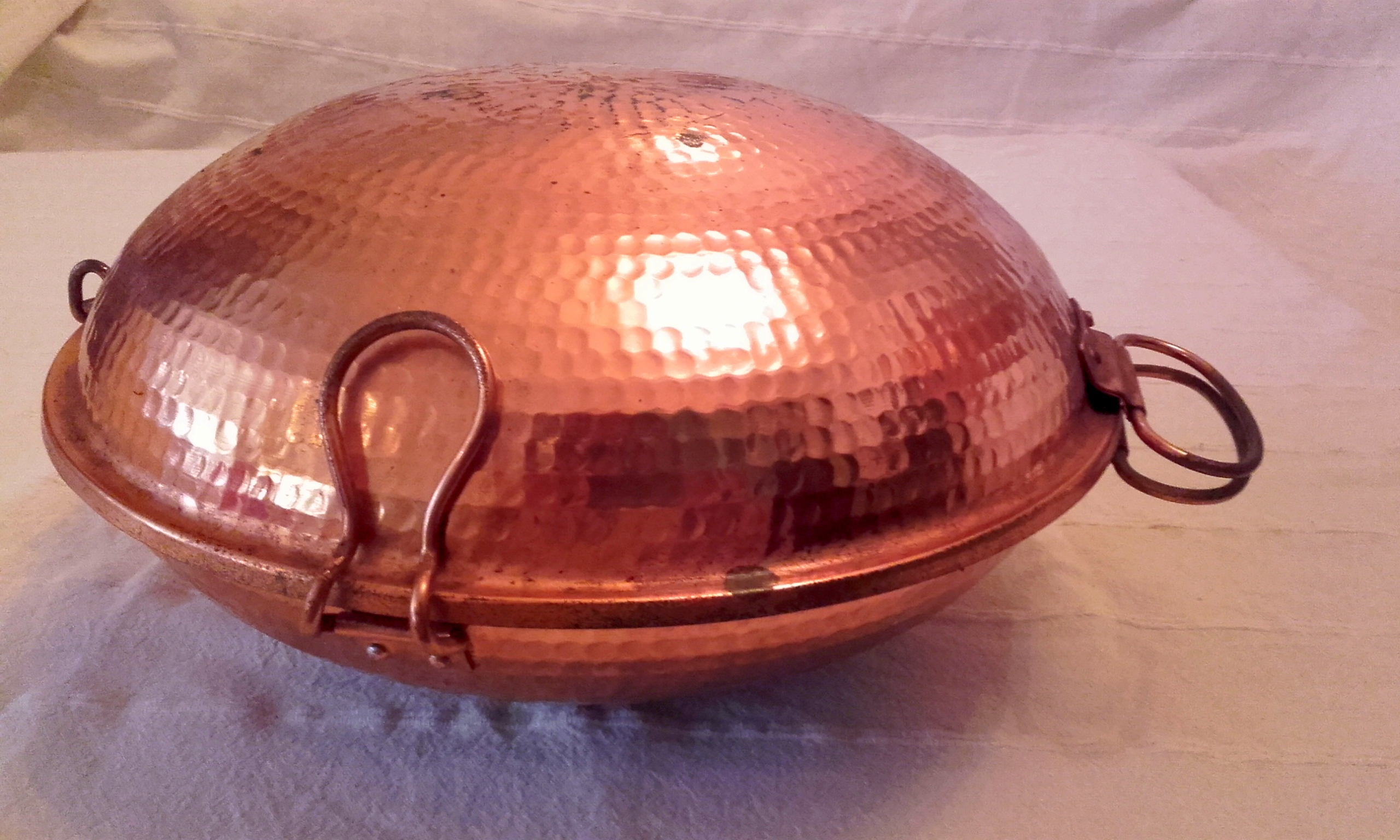
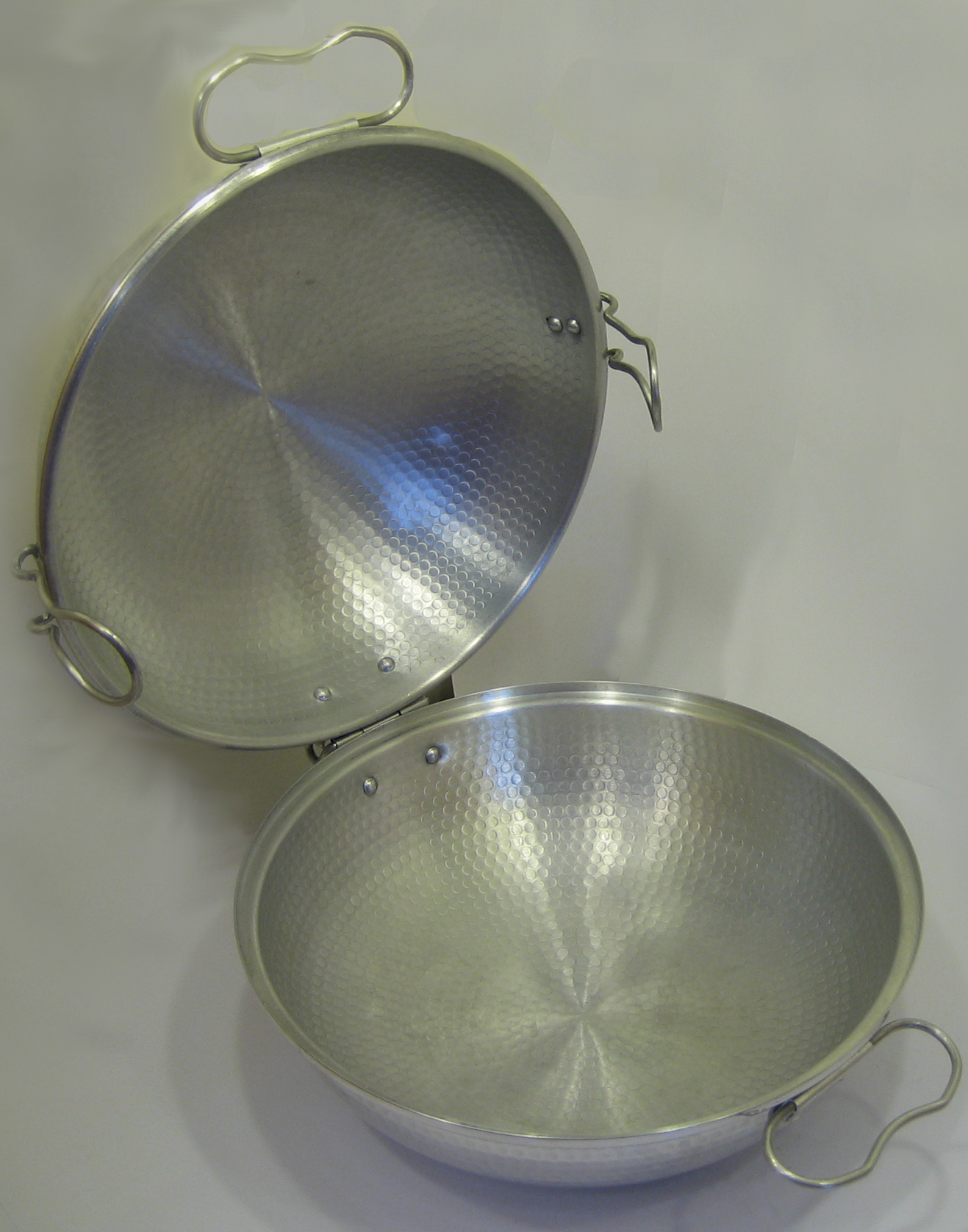
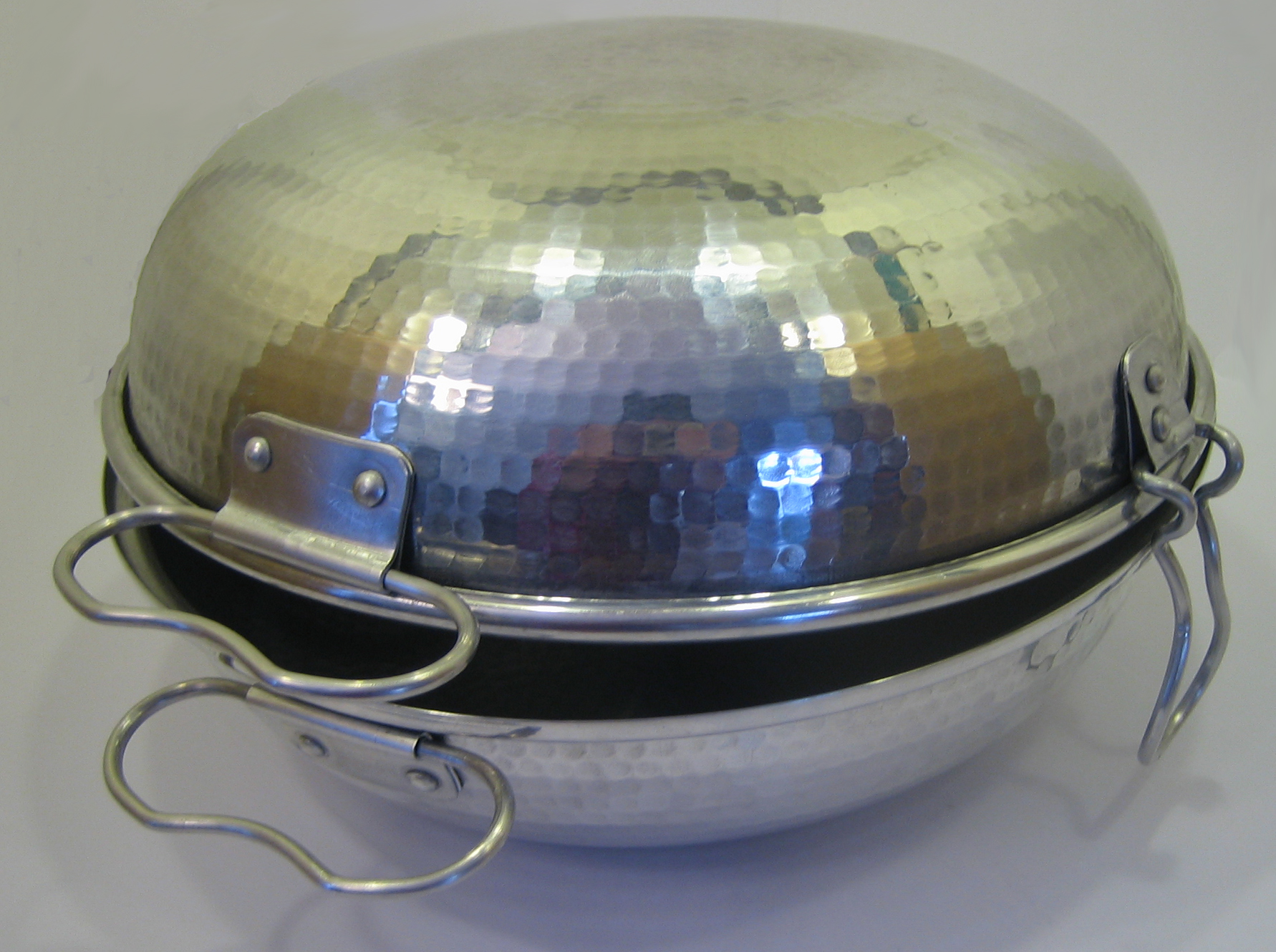

Fabriquées à l'origine artisanalement en cuivre ou en laiton, elles sont à ce jour en aluminium ou en inox, avec éventuellement une couche extérieure cuivrée. Ses probables origines seraient liées au tajine du Maroc,,.
La cataplana permet de cuire ou de mijoter des aliments à la vapeur et à l'étouffée, à basse température, en agitant et secouant le plat de cuisson pour mélanger le contenu sans l'ouvrir. Elle peut s'utiliser sur le feu, au réchaud à gaz, au feu de bois, ou au four, pour préparer de multiples variantes de recettes à base de mélanges de viande, de poisson, de légumes, de riz, et de fruits de mer, et d'épices et condiments, telles que les palourdes à la cataplana, perdrix aux palourdes, ou carne de porco à alentejana des cuisine portugaise et cuisine méditerranéenne,...

Quelques exemples de recettes
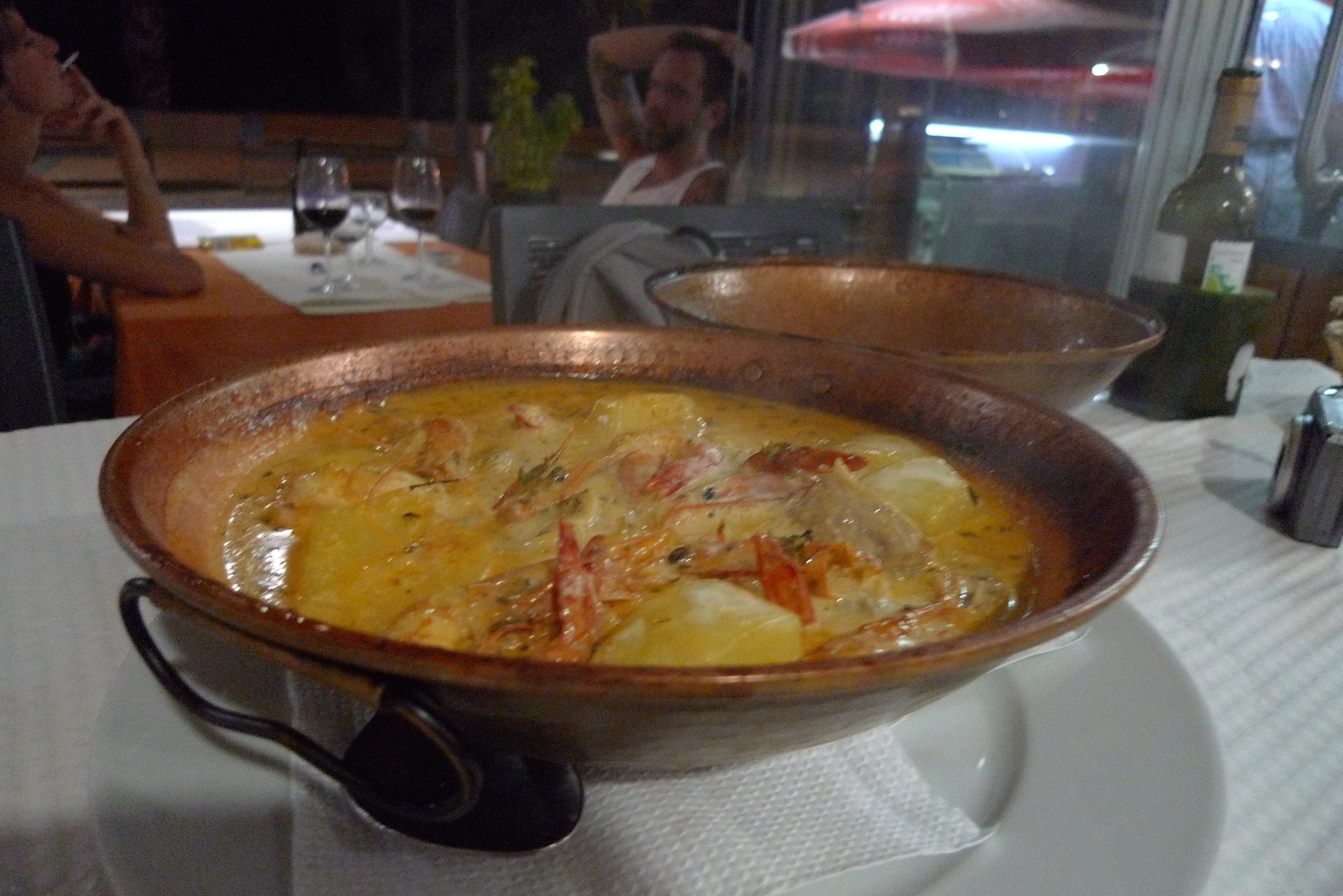
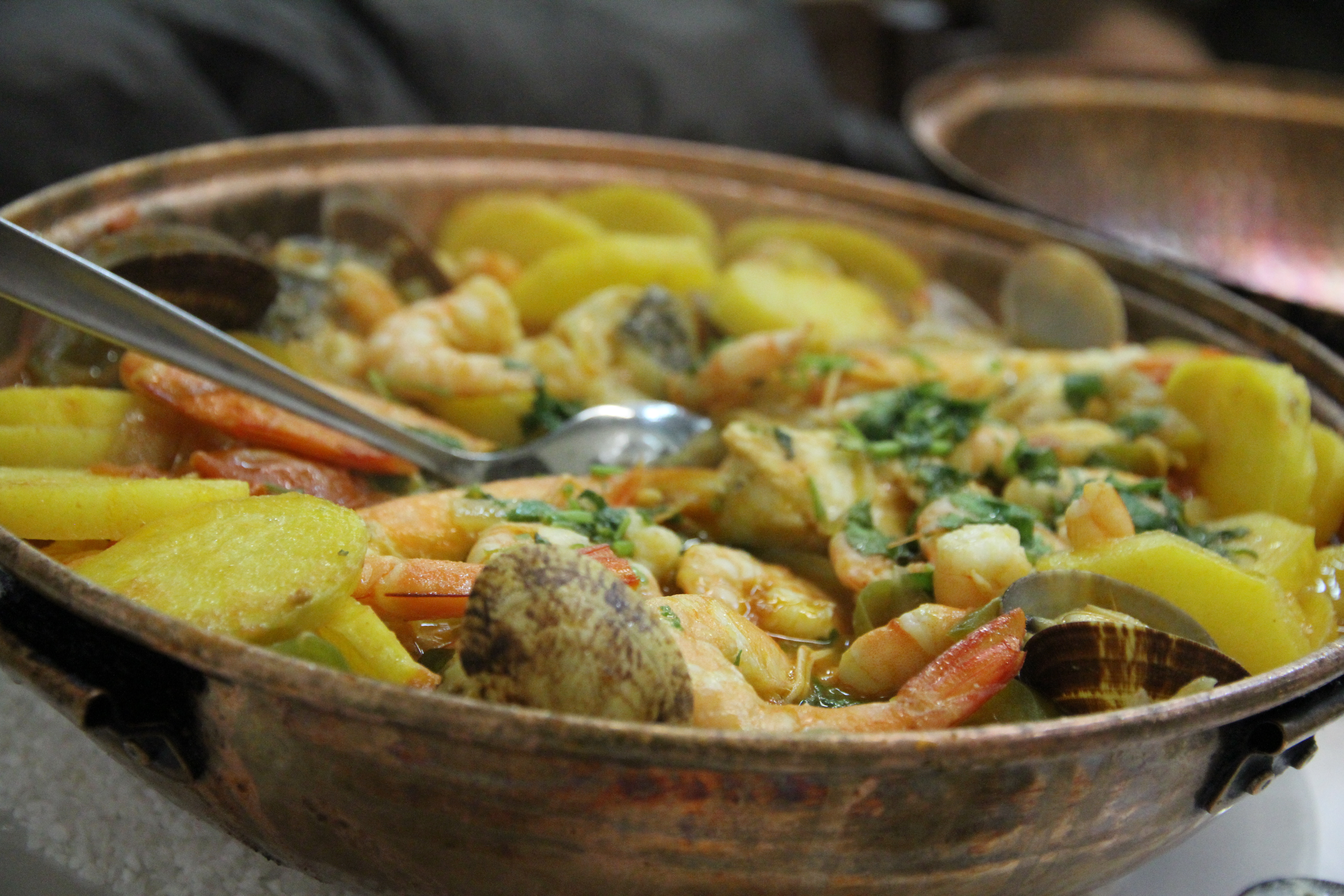
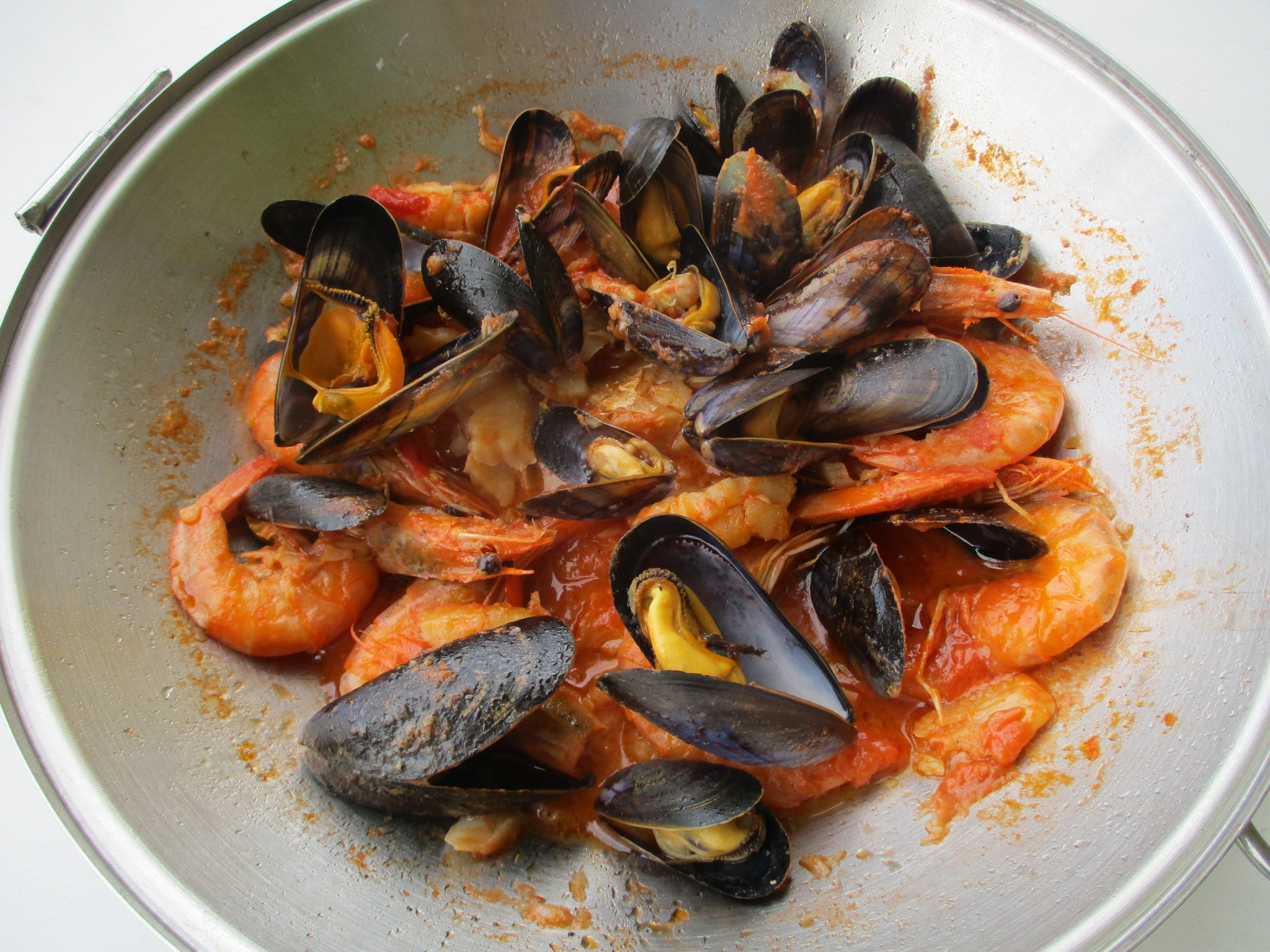
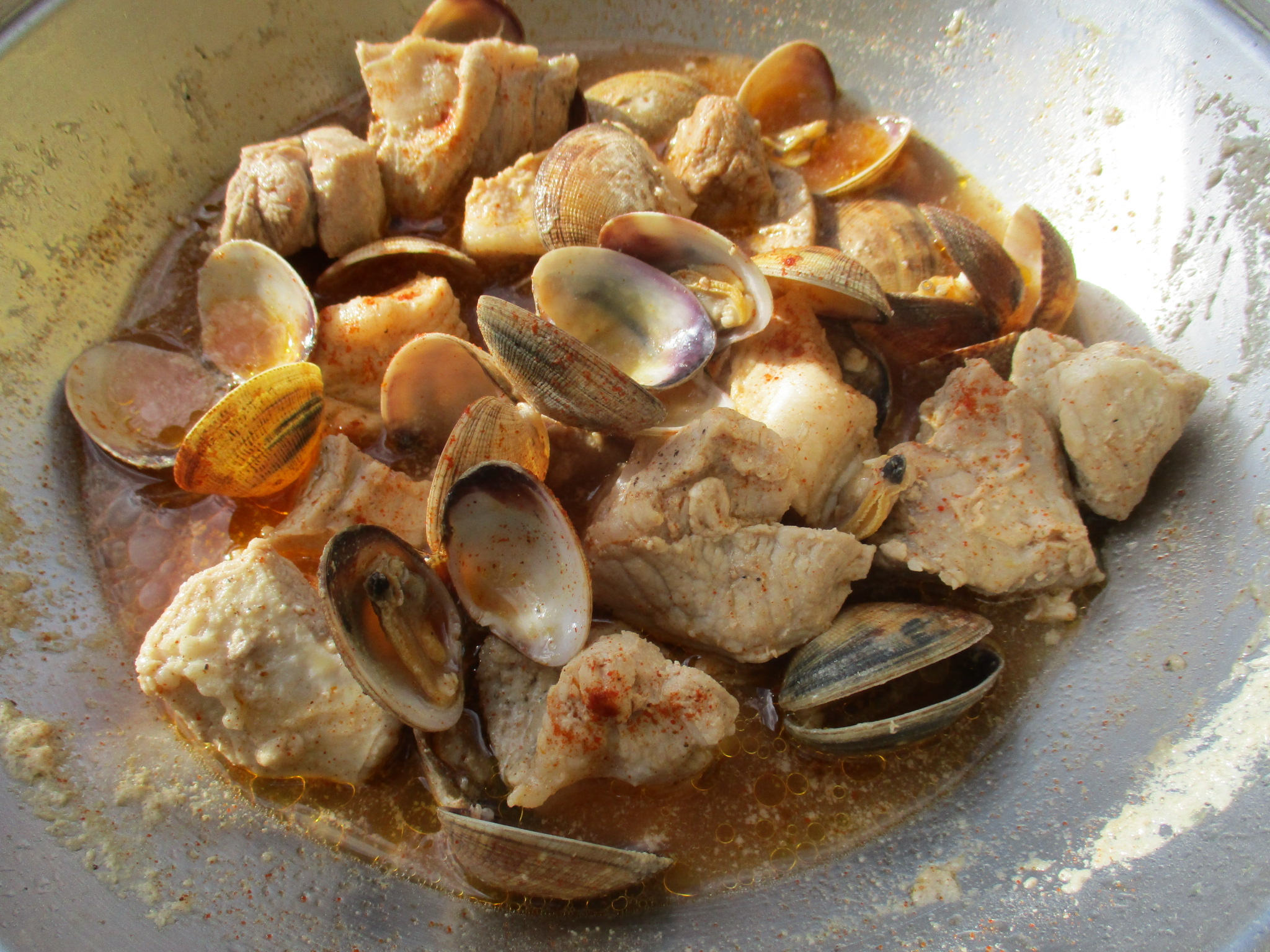
Carne de porco à alentejana
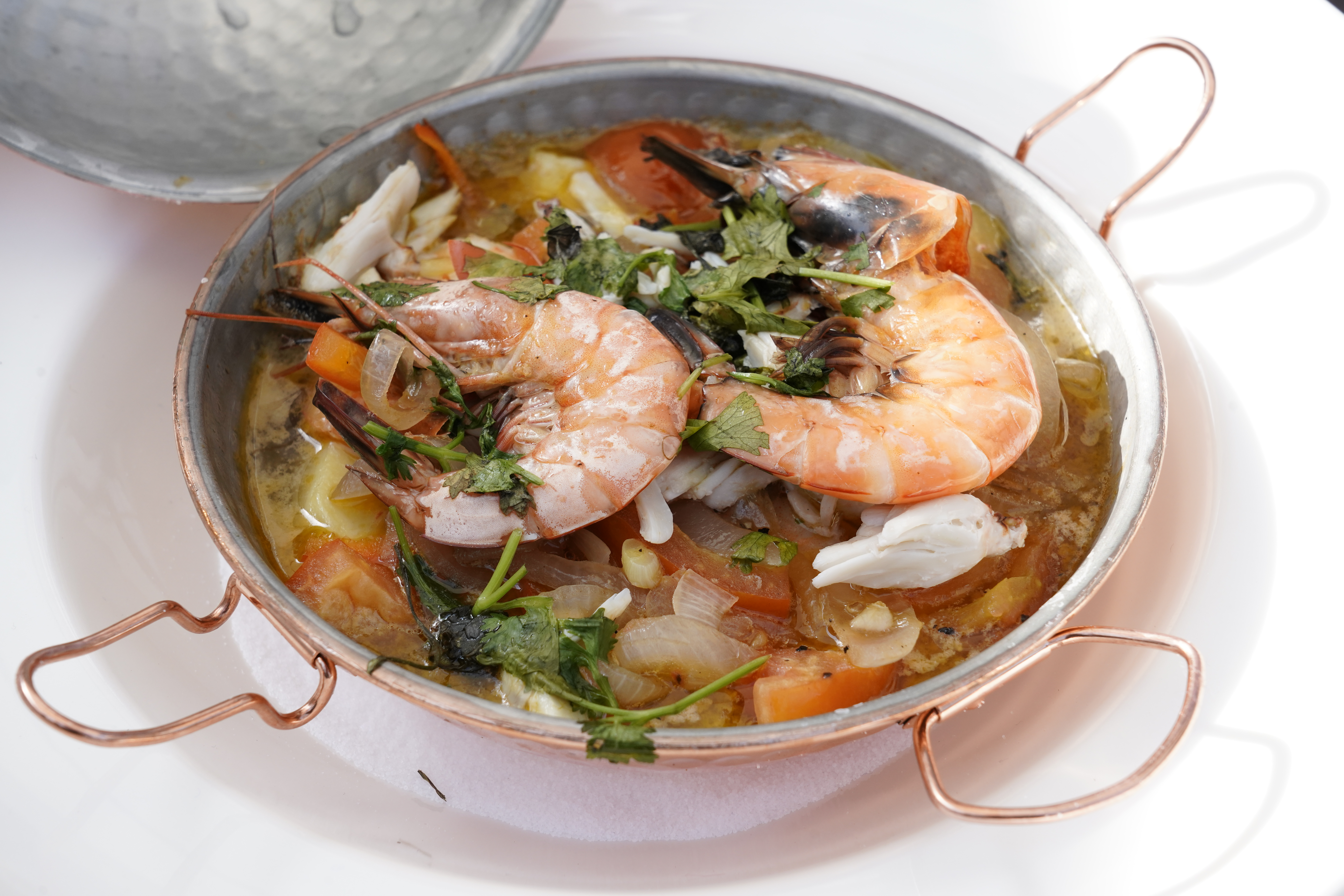
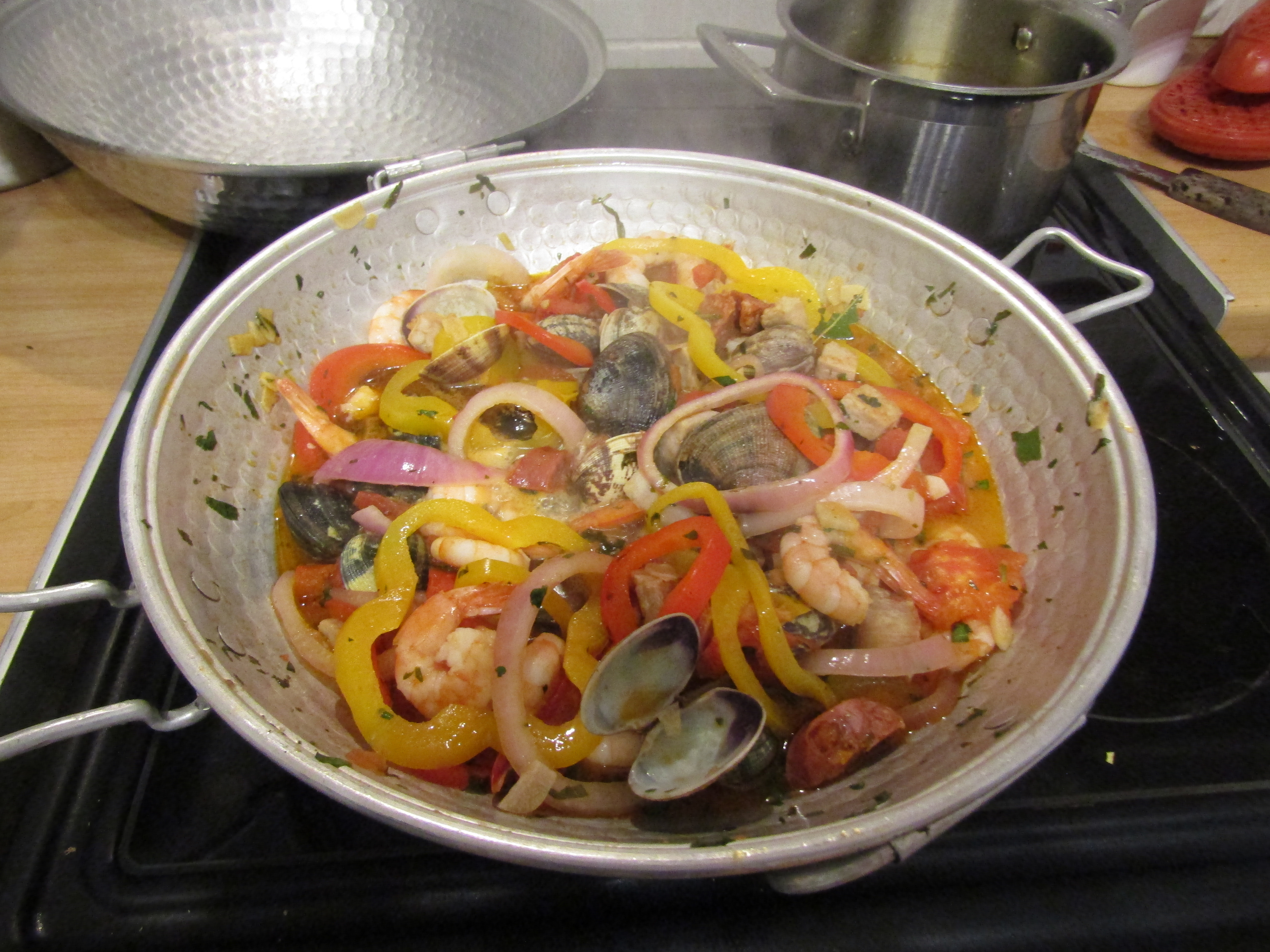
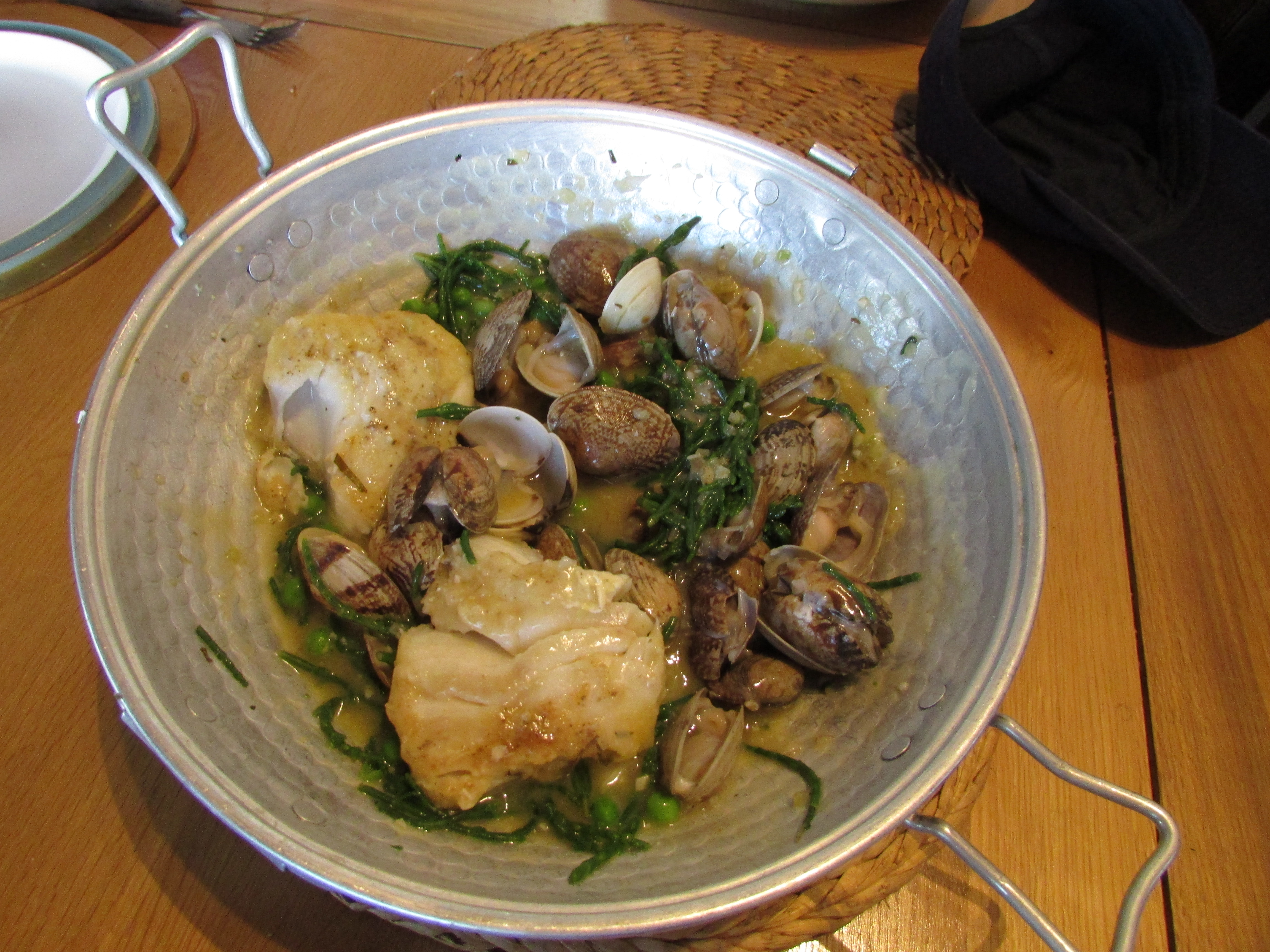
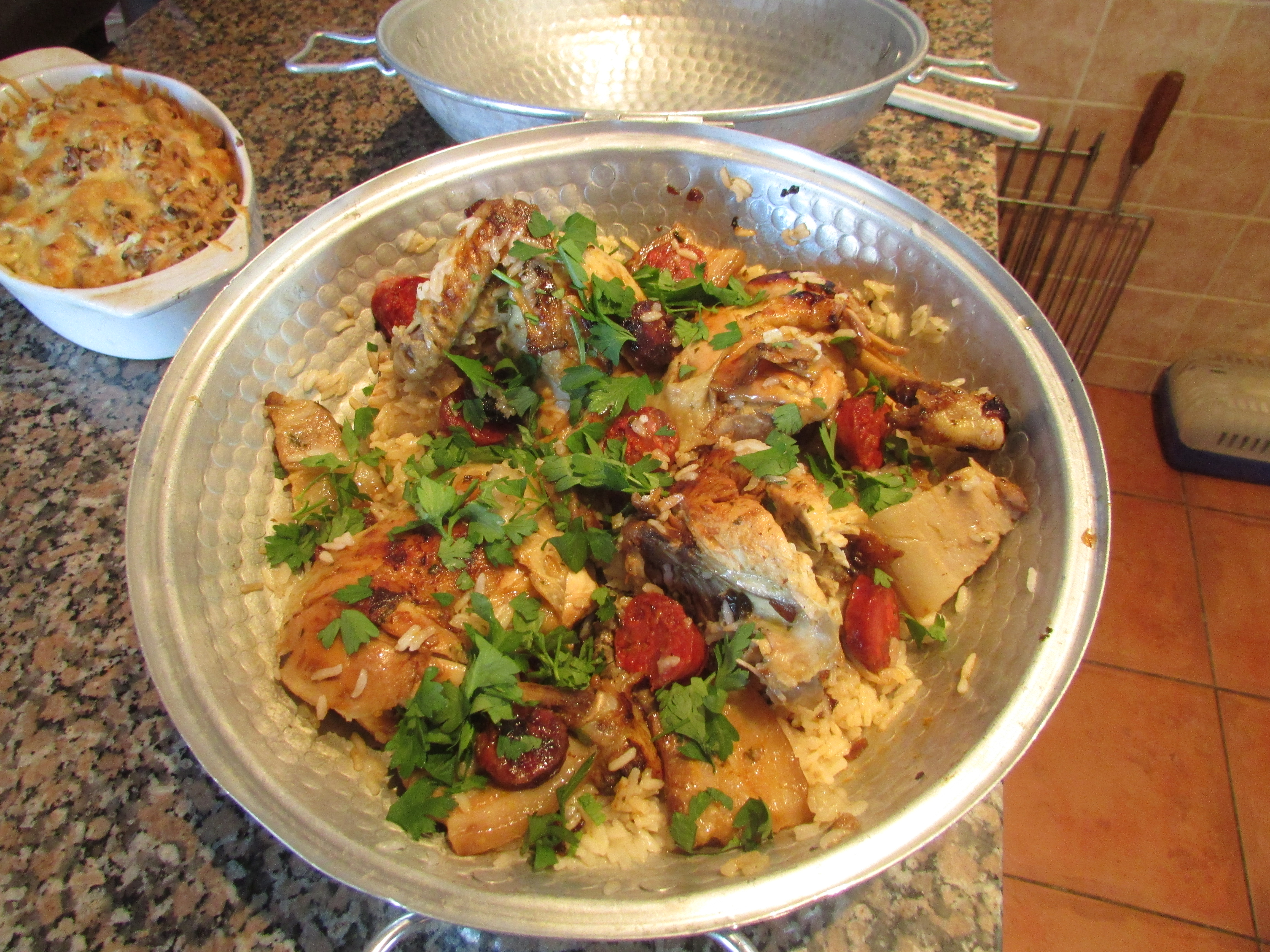